# 베피콜롬보
베피콜롬보(BepiColombo)는 ESA와 JAXA가 공동으로 추진하는 수성 탐사임무다.
이 탐사는 2009년 11월에 승인되어서, 2018년 10월 20일에 발사하여, 2026년 11월에 수성에 도착할 예정이다.

## 임무

MMO&MPO 궤도

베피콜롬보의 이름은 과학자, 수학자, 기술자인 주세페 콜롬보에서 이름을 따왔다. 그는 매리너 10호의 궤도 구성에 도움을 주었다. 현재 임무 계획에서는 세 가지 장비가 이용된다. 주 계약자는 아리안스페이스이다. 세 장비는 모두 함께 2018년 10월에 아리안 5호에 실려 발사될 예정이다. 우주선은 태양전기 추진 시스템을 사용하며, 7년에 걸쳐 지구, 금성을 들러 근접통과 후, 수성의 궤도에 진입하게 된다.
2026년 11, 수성 궤도에 진입 한 후, 우주선은 1년 이상 탐사활동을 하게 된다. MPO는 유럽의 여러 국가에서 생산된 11가지 과학적인 장비를 싣게 된다. 이 장비들로 수성 전체의 표면 지도를 각각 다른 파장에서 제작하고, 태양빛에 항상 그림자가 지는 극점의 분화구에서 물, 얼음을 발견하려 할 것이다.

### 탐사 일정

2018년 10월 2일 ~ 2025년 11월 2일 경로 애니메이션
베피콜롬보·
지구·
금성·
수성·
태양
자세한 애니메이션은, 이 비디오를 참조

수성 주위를 도는 베피콜롬보의 궤적 애니메이션

2018년 10월 20일부터 2025년 11월 2일까지의 베피콜롬보 타임라인. 빨간색 원은 근접통과를 표시한다.

각 시간은 UTC기준이다.
2025년 1월 기준이다.:
| 날짜                     | 사건                        | 설명 |
| ------------------------ | --------------------------- | --- |
| 2018년 10월 20일 01:45   | 발사                        | |
| 2020년 4월 10일 04:25    | 지구 근접통과               | 발사 1.5년 후 |
| 2020년 10월 15일 03:58   | 첫번째 금성 근접통과        | ESA의 요하네스 벤코프에 따르면, 이 탐사선은 2020년 9월 금성 대기에서 발견된 것으로 알려진 포스핀을 이번 근접통과와 다음 근접통과에 감지할 수 있을 가능성이 있다. 그는 "우리의 장비가 충분히 민감한지 모르겠습니다"라고 말했다. 2020년 10월 15일, ESA는 근접통과가 성공적이었다고 보고했습니다. |
| 2021년 8월 10일 13:51    | 두번째 금성 근접통과        | 금성에서 552 km 이내로 접근 |
| 2021년 10월 1일 23:34:41 | 첫번째 수성 근접통과        | 수성에서 199 km 이내로 접근 주세페 콜롬보의 탄생 101주년 |
| 2022년 6월 23일 09:44    | 두번째 수성 근접통과        | 수성에서 200 km 이내로 접근. |
| 2023년 6월 19일 19:34    | 세번째 수성 근접통과        | 수성에서 236 km 이내로 접근. |
| 2024년 9월 4일 21:48     | 네번째 수성 근접통과        | 수성에서 165 km 이내로 접근. |
| 2024년 12월 1일 14:23    | 다섯번째 수성 근접통과      | 수성에서 37,626 km 이내로 접근. |
| 2025년 1월 8일 05:58:52  | 여섯번째 수성 근접통과      | 수성에서 295 km 이내로 접근. |
| 2026년 11월              | 수성 궤도 진입              | 우주선 분리 |
| 2027년                   | MPO가 최종 과학 궤도에 진입 | 궤도 진입 후 1.13 수성년 |
| 2028년 4월               | 기본 탐사 종료              | 궤도 진입 후 5.82 수성년 |
| 2029년 4월               | 확장 탐사 종료              | 궤도 진입 후 9.98 수성년 |

### Mercury Transfer Module (MTM)

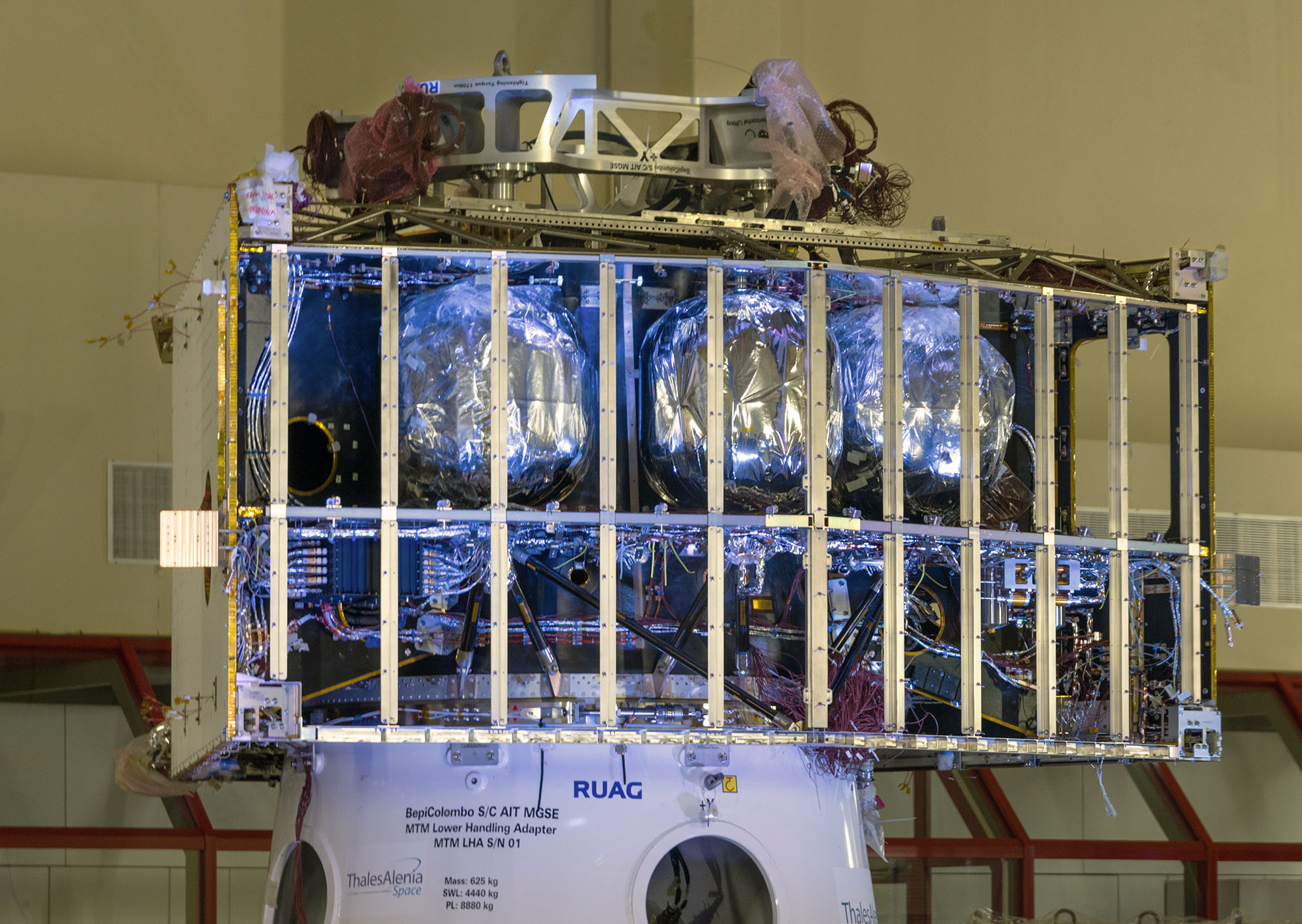
MTM

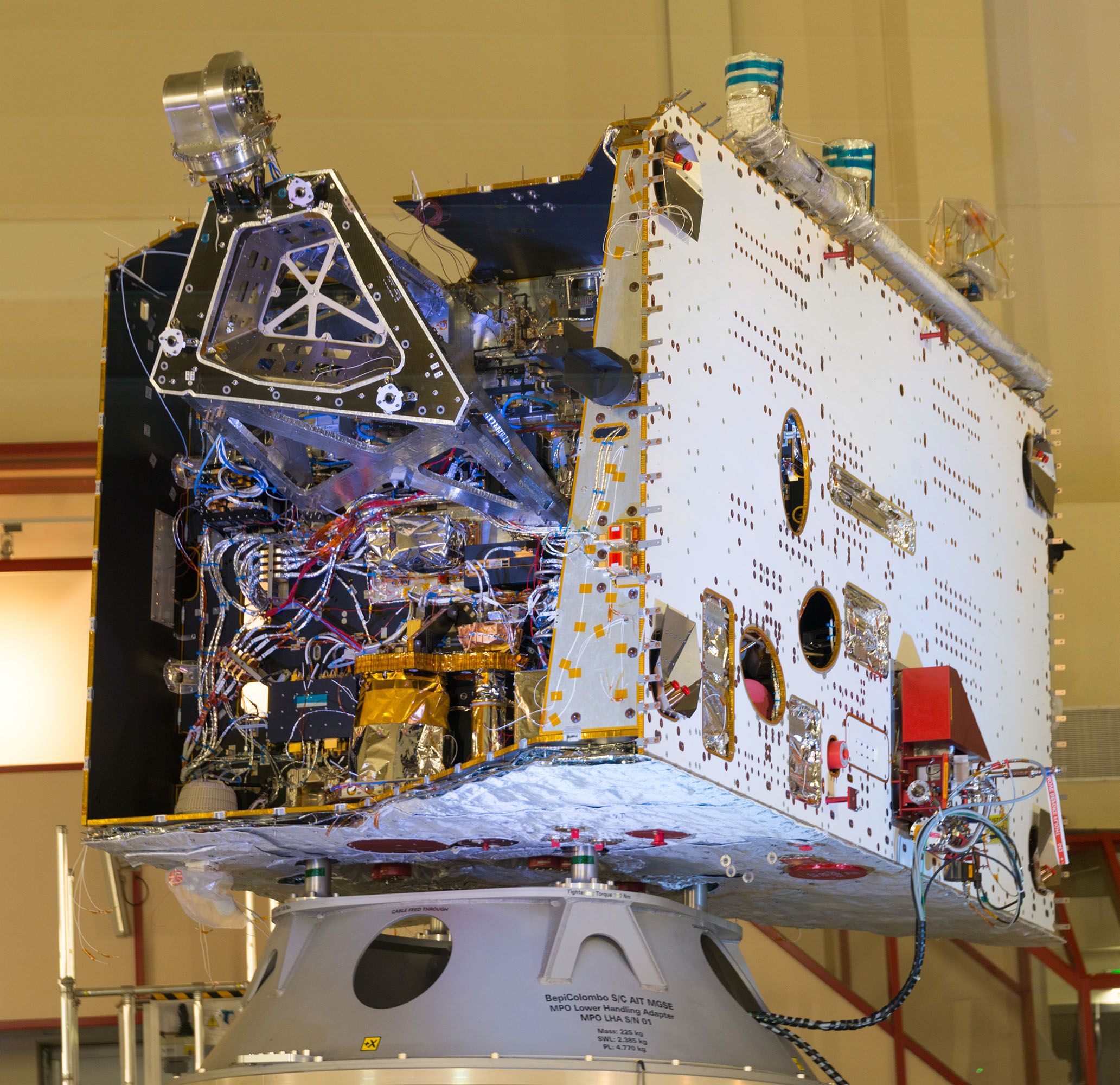
MPO

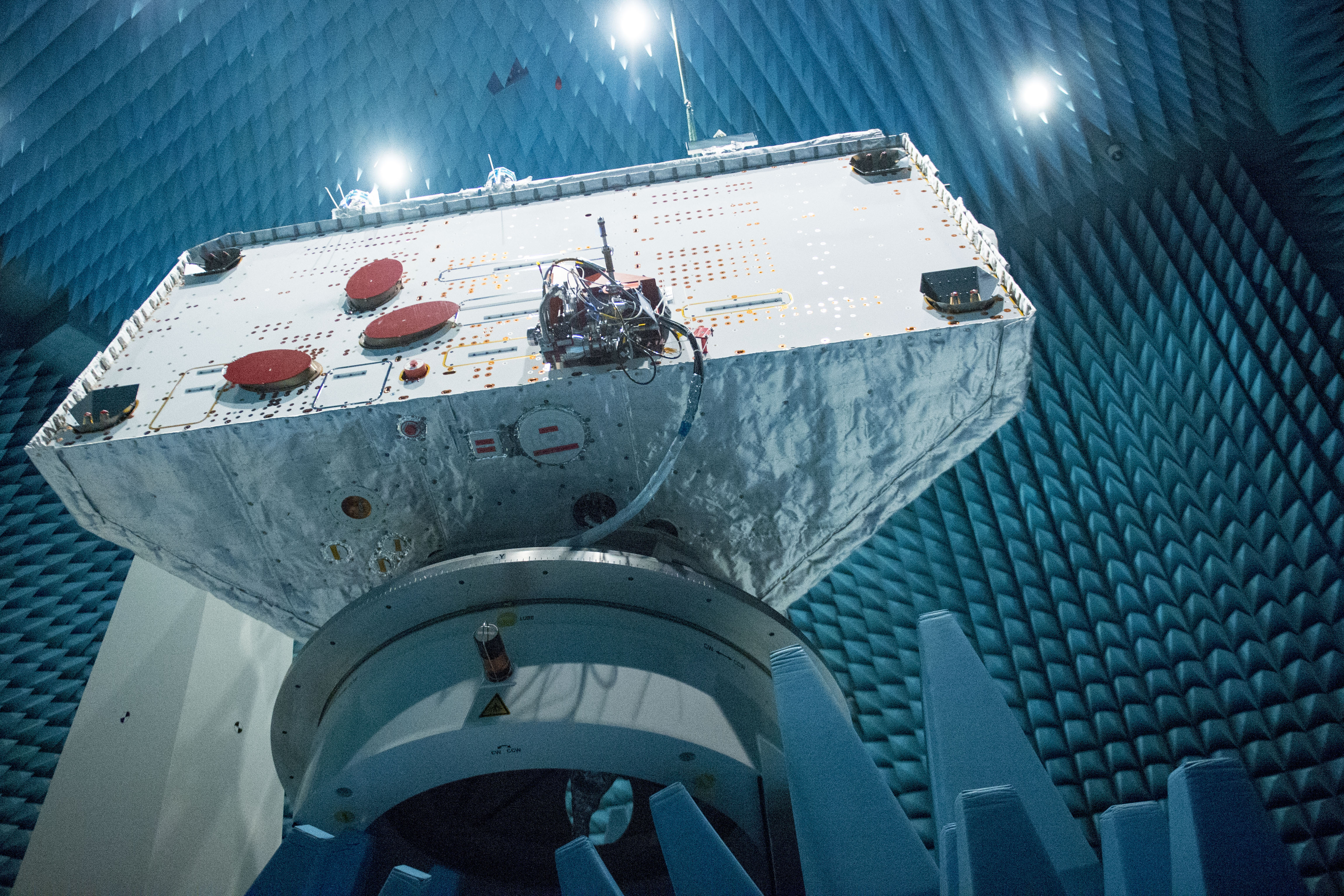
전파 시험중

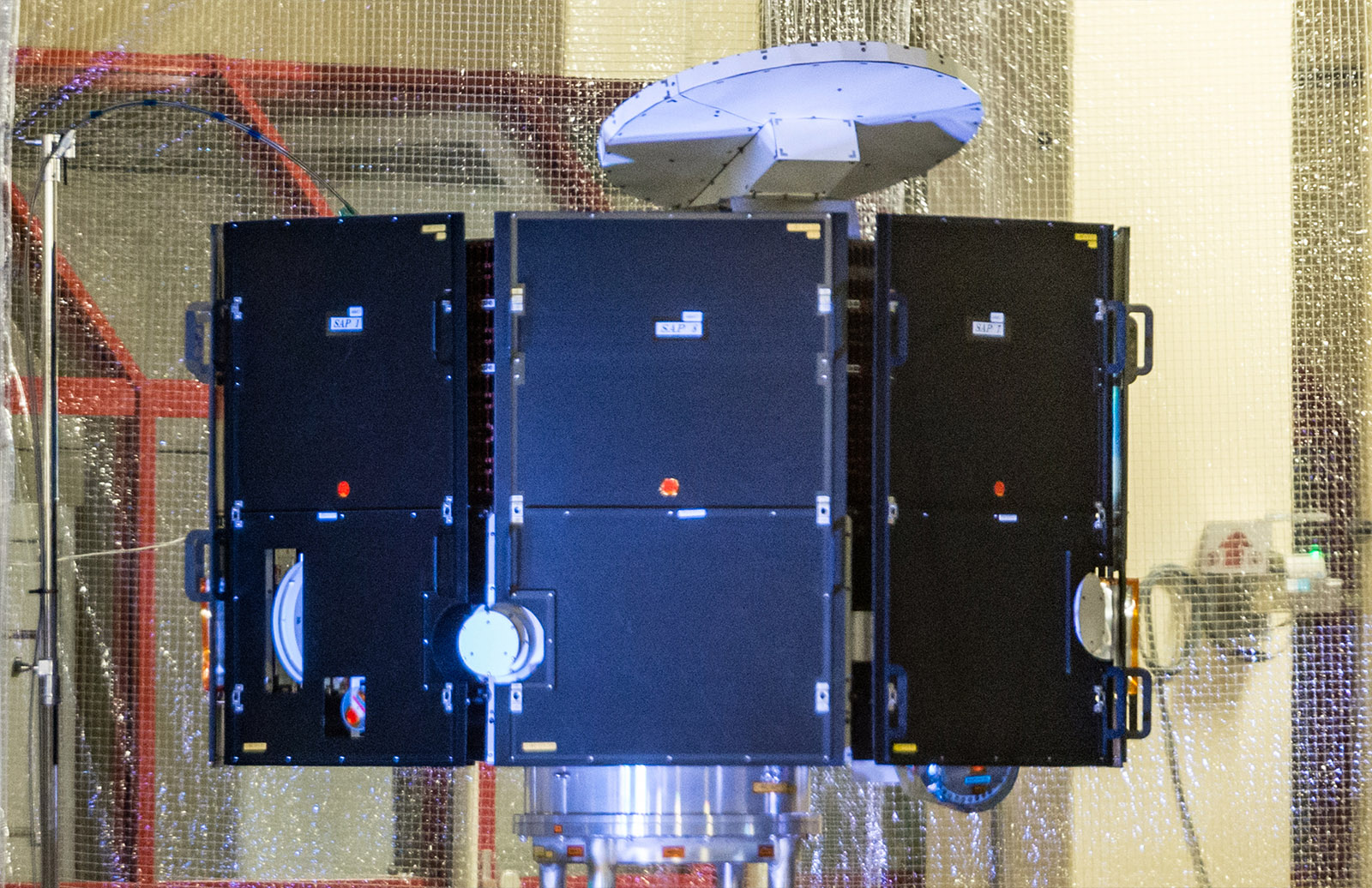
MMO

MTM은 '스택'을 기초로 하여 지구에서 탈출해 수성에 접근할 수 있는 추진력을 공급한다. 또한 MTM은 주요 과학적인 장비는 싣지 않는다. MTM은 두 추진 시스템을 이용하게 된다. 표준 CPS(Chemical Propulsion System)는 이원 추진제를 사용한다. CPS는 지구를 탈출하여 달에서 플라이바이를 할 때 사용된다. 달 궤도 탈출 이후, CPS는 열공학적적으로 분리되고 기능은 블로우다운 모드에 들어가 AOCS만을 이용해 운항하게 된다. 엔진은 이온 엔진으로 화학 로켓과 달리 수 년간 선체의 추진력을 만들며, 오랜기간 높은 속력을 낼 수 있게 한다. 이것은 ESA 최초의 지구-달 시스템 바깥 천체에 대한 추진형태이다.

### Mercury Planetary Orbiter (MPO)
MPO는 1,230 kg로 납작한 각기둥 형태이고, 각각 20도로 기울어진 3개의 막대기 형태로 구성되어 있다. MPO는 태양 전지로 덮여 있으며, 이 전지는 근일점메서 420 W의 전력을 공급할 수 있다. 방열기는 1.5 m2만큼 열을 제어한다. 방열기는 항상 태양을 등지고 있고 3.4 m2의 보호막이 있어 적외선을 차단한다. 지름 1.5 m의 안테나는 선체의 천정 부근에 설치된다. MPO는 3축 안정화 우주선으로 천저를 향한 채로 1년 이상 수성 궤도에서 임무를 수행할 것이다. 통신은 X/Ka 주파대를 사용하며 평균 비트 전송률은 50 kbit/s 이고 총 데이터량은 1550Gb/년이다. UHF 양극 안테나는 천저쪽에 설치되어 MSE와 통신을 가능하게 한다.
MPO는 넓은 범위의 카메라, 각종 전자기파(적외선, 자외선, 감마선 등등) 분광계, 레이저 고도계, 지구 근접 천체 망원경과 감지 시스템 그리고 전파 과학 실험기구들을 싣을 것이다. 이들은 수성의 사진을 지구로 전송하는데 큰 도움을 줄 것이다.
ESA는 MPO를 제작하는데 주계약자로 선택했다.

### Mercury Magnetospheric Orbiter (MMO)
MMO는 255 kg로 납작한 원통이다.
MMO는 15 rpm의 속도로 수성의 적도에 수직하게 회전한다. 원통의 윗부분과 아랫부분은 온도를 제어하는 방열기의 역할을 한다. 측면은 태양 전지로 덮여 있으며, 185 W의 전력을 공급한다. 지구와의 통신은 지름 1 m의 고(高)게인(gain)의 안테나와 두 개의 중(中)게인(gain)의 안테나로 X 주파대에서 이루어진다. MMO는 텔레메트리로 1년동안 160Gb의 데이터를 전송할 것이다. 마이크로스트립 안테나는 MSE와 통신하는데 쓰일 수 있다. MMO는 플럭스게이트, 대전 입자 탐지기, 파동 전송기, 양이온 방출기, 화상 시스템 등을 싣고 가게된다.

### Mercury Surface Element (MSE)
MSE는 2003년에 예산 문제와 기술적 어려움 때문에 취소되었다.

## 같이 보기
- 메신저 (수성 탐사선)
- 매리너 10호